# Axel Heiberg Island
Axel Heiberg Island er en ø i Canada, og en af øerne i Dronning Elizabeth-øerne i det canadiske arktiske øhav i Nunavut-territoriet. Den ligger vest for Ellesmere Island på 80° N. De højere partier af øen er brædækket. Øen har et areal på 43.178 km² (dvs. et areal nogenlunde svarende til Danmark) og er den syvendestørste ø i Canada. Der er ingen fastboende på øen, men en forskningsstation er periodevis bemandet.
Øen er kendt for sine fossile skove fra eocæn-perioden, 40-50 millioner år siden. Den har tidligere været beboet af inuitter, men var ubeboet da Otto Sverdrup udforskede området omkring 1900 og opkaldte øen efter den norske bryggeriejer Axel Heiberg, som havde støttet ekspeditionen økonomisk. Norge forsøgte i 1930'erne at gøre krav på øen.
I 1960 oprettede forskere fra McGill-universitetet en forskningsstation inderst i Expedition Fiord. Stationen havde i 1960'erne en bemanding på 20, men bruges i dag kun for kortvarigt feltarbejde.